# Banisteriopsis macedae
Banisteriopsis macedae är en tvåhjärtbladig växtart som beskrevs av W.R.Anderson. Banisteriopsis macedae ingår i släktet Banisteriopsis och familjen Malpighiaceae. Inga underarter finns listade i Catalogue of Life.